# Liste der Halleneuropameister in der Leichtathletik/Medaillengewinner
Diese Liste ist Teil der Liste der Halleneuropameister in der Leichtathletik. Sie führt sämtliche Medaillengewinner bei Leichtathletik-Halleneuropameisterschaften auf. Sie ist gegliedert nach Wettbewerben, die aktuell zum Wettkampfprogramm gehören und nach nicht mehr ausgetragenen Wettbewerben.

## Aktuelle Wettbewerbe

### 60 m
| Halleneuropameisterschaften | Halleneuropameisterschaften | Gold               | Silber                   | Bronze               |
| --------------------------- | --------------------------- | ------------------ | ------------------------ | -------------------- |
| 1970                        | Wien                        | Walerij Borsow     | Zenon Nowosz             | Jarkko Tapola        |
| 1971                        | Sofia                       | Walerij Borsow     | Jobst Hirscht            | Manfred Kokot        |
| 1973                        | Rotterdam                   | Zenon Nowosz       | Manfred Kokot            | Raimo Vilén          |
| 1974                        | Göteborg                    | Walerij Borsow     | Manfred Kokot            | Alexander Korneljuk  |
| 1975                        | Katowice                    | Walerij Borsow     | Alexander Aksinin        | Zenon Licznerski     |
| 1976                        | München                     | Walerij Borsow     | Vasilis Papageorgopoulos | Petar Petrow         |
| 1977                        | San Sebastián               | Walerij Borsow     | Christer Garpenborg      | Marian Woronin       |
| 1978                        | Mailand                     | Nikolai Kolesnikow | Petar Petrow             | Alexander Aksinin    |
| 1979                        | Wien                        | Marian Woronin     | Leszek Dunecki           | Petar Petrow         |
| 1980                        | Sindelfingen                | Marian Woronin     | Christian Haas           | Alexander Aksinin    |
| 1982                        | Mailand                     | Marian Woronin     | Walentin Atanassow       | Bernard Petitbois    |
| 1983                        | Budapest                    | Stefano Tilli      | Christian Haas           | Walentin Atanassow   |
| 1984                        | Göteborg                    | Christian Haas     | Antonio Ullo             | Ronald Desruelles    |
| 1985                        | Piräus                      | Mike McFarlane     | Antoine Richard          | Ronald Desruelles    |
| 1986                        | Madrid                      | Ronald Desruelles  | Steffen Bringmann        | Bruno Marie-Rose     |
| 1987                        | Liévin                      | Marian Woronin     | Pierfrancesco Pavoni     | Antonio Ullo         |
| 1988                        | Budapest                    | Linford Christie   | Ronald Desruelles        | Walentin Atanassow   |
| 1989                        | Den Haag                    | Andreas Berger     | Matthias Schlicht        | Michael Rosswess     |
| 1990                        | Glasgow                     | Linford Christie   | Pierfrancesco Pavoni     | Jiří Valík           |
| 1992                        | Genua                       | Jason Livingston   | Witali Sawin             | Michael Rosswess     |
| 1994                        | Paris                       | Colin Jackson      | Alexandros Terzian       | Michael Rosswess     |
| 1996                        | Stockholm                   | Marc Blume         | Jason John               | Peter Karlsson       |
| 1998                        | Valencia                    | Angelos Pavlakakis | Jason Gardener           | Stéphane Cali        |
| 2000                        | Gent                        | Jason Gardener     | Georgios Theodoridis     | Angelos Pavlakakis   |
| 2002                        | Wien                        | Jason Gardener     | Mark Lewis-Francis       | Anatolij Dowhal      |
| 2005                        | Madrid                      | Jason Gardener     | Ronald Pognon            | Kostjantyn Wassjukow |
| 2007                        | Birmingham                  | Jason Gardener     | Craig Pickering          | Ronald Pognon        |
| 2009                        | Turin                       | Dwain Chambers     | Fabio Cerutti            | Emanuele Di Gregorio |
| 2011                        | Paris                       | Francis Obikwelu   | Dwain Chambers           | Christophe Lemaitre  |
| 2013                        | Göteborg                    | Jimmy Vicaut       | James Dasaolu            | Michael Tumi         |
| 2015                        | Prag                        | Richard Kilty      | Christian Blum           | Julian Reus          |
| 2017                        | Belgrad                     | Richard Kilty      | Ján Volko                | Austin Hamilton      |
| 2019                        | Glasgow                     | Ján Volko          | Emre Zafer Barnes        | Joris van Gool       |
| 2021                        | Toruń                       | Marcell Jacobs     | Kevin Kranz              | Ján Volko            |
| 2023                        | Istanbul                    | Samuele Ceccarelli | Marcell Jacobs           | Henrik Larsson       |
| 2025                        | Apeldoorn                   | Jeremiah Azu       | Henrik Larsson           | Andrew Robertson     |

### 400 m
| Halleneuropameisterschaften | Halleneuropameisterschaften | Gold                   | Silber               | Bronze                 |
| --------------------------- | --------------------------- | ---------------------- | -------------------- | ---------------------- |
| 1970                        | Wien                        | Alexander Brattschikow | Andrzej Badeński     | Juri Sorin             |
| 1971                        | Sofia                       | Andrzej Badeński       | Boris Sawtschuk      | Alexander Brattschikow |
| 1972                        | Grenoble                    | Georg Nückles          | Ulrich Reich         | Wolfgang Müller        |
| 1973                        | Rotterdam                   | Luciano Sušanj         | Benno Stops          | Dariusz Podobas        |
| 1974                        | Göteborg                    | Alfons Brijdenbach     | Andreas Scheibe      | Gunter Arnold          |
| 1975                        | Katowice                    | Hermann Köhler         | Josip Alebić         | Semjon Kotscher        |
| 1976                        | München                     | Janko Bratanow         | Hermann Köhler       | Grzegorz Mądry         |
| 1977                        | San Sebastián               | Alfons Brijdenbach     | Francis Demarthon    | Marian Gęsicki         |
| 1978                        | Mailand                     | Pietro Mennea          | Ryszard Podlas       | Nikolai Tschernezki    |
| 1979                        | Wien                        | Karel Kolář            | Stefano Malinverni   | Horia Toboc            |
| 1980                        | Sindelfingen                | Nikolai Tschernezki    | Karel Kolář          | Remigijus Valiulis     |
| 1981                        | Grenoble                    | Andreas Knebel         | Martin Weppler       | Stefano Malinverni     |
| 1982                        | Mailand                     | Pawel Konowalow        | Sándor Újhelyi       | Benjamín González      |
| 1983                        | Budapest                    | Jewgeni Lomtew         | Ainsley Bennett      | Ángel Heras            |
| 1984                        | Göteborg                    | Sergei Lowatschow      | Roberto Tozzi        | Didier Dubois          |
| 1985                        | Piräus                      | Todd Bennett           | Klaus Just           | José Alonso            |
| 1986                        | Madrid                      | Thomas Schönlebe       | José Alonso          | Mathias Schersing      |
| 1987                        | Liévin                      | Todd Bennett           | Momtschil Charisanow | Paul Harmsworth        |
| 1988                        | Budapest                    | Jens Carlowitz         | Brian Whittle        | Ralf Lübke             |
| 1989                        | Den Haag                    | Cayetano Cornet        | Brian Whittle        | Klaus Just             |
| 1990                        | Glasgow                     | Norbert Dobeleit       | Jens Carlowitz       | Cayetano Cornet        |
| 1992                        | Genua                       | Slobodan Branković     | Andrea Nuti          | David Grindley         |
| 1994                        | Paris                       | Du’aine Ladejo         | Michail Wdowin       | Rico Lieder            |
| 1996                        | Stockholm                   | Du’aine Ladejo         | Pierre-Marie Hilaire | Ashraf Saber           |
| 1998                        | Valencia                    | Ruslan Maschtschenko   | Ashraf Saber         | Robert Maćkowiak       |
| 2000                        | Gent                        | Ilija Dschiwondow      | David Canal          | Marc Raquil            |
| 2002                        | Wien                        | Marek Plawgo           | Jimisola Laursen     | Ioan Vieru             |
| 2005                        | Madrid                      | David Gillick          | David Canal          | Sebastian Gatzka       |
| 2007                        | Birmingham                  | David Gillick          | Bastian Swillims     | Robert Tobin           |
| 2009                        | Turin                       | Johan Wissman          | Claudio Licciardello | Ioan Vieru             |
| 2011                        | Paris                       | Leslie Djhone          | Thomas Schneider     | Richard Buck           |
| 2013                        | Göteborg                    | Pavel Maslák           | Nigel Levine         | Pawel Trenichin        |
| 2015                        | Prag                        | Pavel Maslák           | Dylan Borlée         | Rafał Omelko           |
| 2017                        | Belgrad                     | Pavel Maslák           | Rafał Omelko         | Liemarvin Bonevacia    |
| 2019                        | Glasgow                     | Karsten Warholm        | Óscar Husillos       | Tony van Diepen        |
| 2021                        | Toruń                       | Óscar Husillos         | Tony van Diepen      | Liemarvin Bonevacia    |
| 2023                        | Istanbul                    | Karsten Warholm        | Julien Watrin        | Carl Bengtström        |
| 2025                        | Apeldoorn                   | Attila Molnár          | Maksymilian Szwed    | Jimy Soudril           |

### 800 m
| Halleneuropameisterschaften | Halleneuropameisterschaften | Gold                 | Silber               | Bronze               |
| --------------------------- | --------------------------- | -------------------- | -------------------- | -------------------- |
| 1970                        | Wien                        | Jewgeni Arschanow    | Juan Borraz          | Jože Međimurec       |
| 1971                        | Sofia                       | Jewgeni Arschanow    | Phil Lewis           | Andrzej Kupczyk      |
| 1972                        | Grenoble                    | Jozef Plachý         | Iwan Iwanow          | Francis Gonzalez     |
| 1973                        | Rotterdam                   | Francis Gonzalez     | Gerhard Stolle       | Jozef Plachý         |
| 1974                        | Göteborg                    | Luciano Sušanj       | András Zsinka        | Jozef Plachý         |
| 1975                        | Katowice                    | Gerhard Stolle       | Ivo Van Damme        | Wladimir Ponomarjow  |
| 1976                        | München                     | Ivo Van Damme        | Josef Schmid         | Milovan Savić        |
| 1977                        | San Sebastián               | Sebastian Coe        | Erwin Gohlke         | Rolf Gysin           |
| 1978                        | Mailand                     | Markku Taskinen      | Olaf Beyer           | Roger Milhau         |
| 1979                        | Wien                        | Antonio Páez         | Binko Kolew          | András Paróczai      |
| 1980                        | Sindelfingen                | Roger Milhau         | András Paróczai      | Herbert Wursthorn    |
| 1981                        | Grenoble                    | Herbert Wursthorn    | András Paróczai      | Antonio Páez         |
| 1982                        | Mailand                     | Antonio Páez         | Klaus-Peter Nabein   | Colomán Trabado      |
| 1983                        | Budapest                    | Colomán Trabado      | Peter Elliott        | Thierry Tonnellier   |
| 1984                        | Göteborg                    | Donato Sabia         | André Lavie          | Phil Norgate         |
| 1985                        | Piräus                      | Rob Harrison         | Petru Drăgoescu      | Leonid Massunow      |
| 1986                        | Madrid                      | Peter Braun          | Colomán Trabado      | Thierry Tonnellier   |
| 1987                        | Liévin                      | Rob Druppers         | Wladimir Graudyn     | Ari Suhonen          |
| 1988                        | Budapest                    | David Sharpe         | Rob Druppers         | Gert Kilbert         |
| 1989                        | Den Haag                    | Steve Heard          | Rob Druppers         | Joachim Heydgen      |
| 1990                        | Glasgow                     | Tom McKean           | Tomás de Teresa      | Zbigniew Janus       |
| 1992                        | Genua                       | Luis Javier González | José Arconada        | Tonino Viali         |
| 1994                        | Paris                       | Andrei Loginow       | Luis Javier González | Ousmane Diarra       |
| 1996                        | Stockholm                   | Roberto Parra        | Giuseppe D’Urso      | Wojciech Kałdowski   |
| 1998                        | Valencia                    | Nils Schumann        | Marko Koers          | Vebjørn Rodal        |
| 2000                        | Gent                        | Juri Borsakowski     | Nils Schumann        | Balázs Korányi       |
| 2002                        | Wien                        | Paweł Czapiewski     | André Bucher         | Antonio Manuel Reina |
| 2005                        | Madrid                      | Dmitri Bogdanow      | Antonio Manuel Reina | Juan de Dios Jurado  |
| 2007                        | Birmingham                  | Arnoud Okken         | Miguel Quesada       | Maurizio Bobbato     |
| 2009                        | Turin                       | Juri Borsakowski     | Luis Alberto Marco   | Mattias Claesson     |
| 2011                        | Paris                       | Adam Kszczot         | Marcin Lewandowski   | Kevin López          |
| 2013                        | Göteborg                    | Adam Kszczot         | Kevin López          | Mukhtar Mohammed     |
| 2015                        | Prag                        | Marcin Lewandowski   | Mark English         | Thijmen Kupers       |
| 2017                        | Belgrad                     | Adam Kszczot         | Andreas Bube         | Álvaro de Arriba     |
| 2019                        | Glasgow                     | Álvaro de Arriba     | Jamie Webb           | Mark English         |
| 2021                        | Toruń                       | Patryk Dobek         | Mateusz Borkowski    | Jamie Webb           |
| 2023                        | Istanbul                    | Adrián Ben           | Benjamin Robert      | Eliott Crestan       |
| 2025                        | Apeldoorn                   | Samuel Chapple       | Eliott Crestan       | Mark English         |

### 1500 m
| Halleneuropameisterschaften | Halleneuropameisterschaften | Gold                 | Silber                | Bronze                |
| --------------------------- | --------------------------- | -------------------- | --------------------- | --------------------- |
| 1970                        | Wien                        | Henryk Szordykowski  | Frank Murphy          | Wolodymyr Pantelej    |
| 1971                        | Sofia                       | Henryk Szordykowski  | Wolodymyr Pantelej    | Gianni Del Buono      |
| 1972                        | Grenoble                    | Jacky Boxberger      | Spilios Zacharopoulos | Jürgen May            |
| 1973                        | Rotterdam                   | Henryk Szordykowski  | Herman Mignon         | Klaus-Peter Justus    |
| 1974                        | Göteborg                    | Henryk Szordykowski  | Thomas Wessinghage    | Włodzimierz Staszak   |
| 1975                        | Katowice                    | Thomas Wessinghage   | Pjotr Anissim         | Gheorghe Ghipu        |
| 1976                        | München                     | Paul-Heinz Wellmann  | Thomas Wessinghage    | Gheorghe Ghipu        |
| 1977                        | San Sebastián               | Jürgen Straub        | Paul-Heinz Wellmann   | János Zemen           |
| 1978                        | Mailand                     | Antti Loikkanen      | Thomas Wessinghage    | Jürgen Straub         |
| 1979                        | Wien                        | Eamonn Coghlan       | Thomas Wessinghage    | John Robson           |
| 1980                        | Sindelfingen                | Thomas Wessinghage   | Ray Flynn             | Pierre Délèze         |
| 1981                        | Grenoble                    | Thomas Wessinghage   | Uwe Becker            | Mirosław Żerkowski    |
| 1982                        | Mailand                     | José Luis González   | José Manuel Abascal   | Antti Loikkanen       |
| 1983                        | Budapest                    | Thomas Wessinghage   | José Manuel Abascal   | Antti Loikkanen       |
| 1984                        | Göteborg                    | Peter Wirz           | Riccardo Materazzi    | Thomas Wessinghage    |
| 1985                        | Piräus                      | José Luis González   | Marcus O’Sullivan     | José Luis Carreira    |
| 1986                        | Madrid                      | José Luis González   | José Luis Carreira    | Han Kulker            |
| 1987                        | Liévin                      | Han Kulker           | Jens-Peter Herold     | Klaus-Peter Nabein    |
| 1988                        | Budapest                    | Ari Suhonen          | Ronny Olsson          | Rüdiger Horn          |
| 1989                        | Den Haag                    | Hervé Phélippeau     | Han Kulker            | Sergei Afanassjew     |
| 1990                        | Glasgow                     | Jens-Peter Herold    | Fermín Cacho          | Tony Morrell          |
| 1992                        | Genua                       | Matthew Yates        | Sergei Melnikow       | Branko Zorko          |
| 1994                        | Paris                       | David Strang         | Branko Zorko          | Abdelkader Chékhémani |
| 1996                        | Stockholm                   | Mateo Cañellas       | Anthony Whiteman      | Abdelkader Chékhémani |
| 1998                        | Valencia                    | Rui Silva            | Abdelkader Chékhémani | Andrei Sadoroschny    |
| 2000                        | Gent                        | José Antonio Redolat | James Nolan           | Mehdi Baala           |
| 2002                        | Wien                        | Rui Silva            | Juan Carlos Higuero   | Michael East          |
| 2005                        | Madrid                      | Iwan Heschko         | Juan Carlos Higuero   | Reyes Estévez         |
| 2007                        | Birmingham                  | Juan Carlos Higuero  | Sergio Gallardo       | Arturo Casado         |
| 2009                        | Turin                       | Rui Silva            | Diego Ruiz            | Yoann Kowal           |
| 2011                        | Paris                       | Manuel Olmedo        | Kemal Koyuncu         | Bartosz Nowicki       |
| 2013                        | Göteborg                    | Mahiedine Mekhissi   | İlham Tanui Özbilen   | Simon Denissel        |
| 2015                        | Prag                        | Jakub Holuša         | İlham Tanui Özbilen   | Chris O’Hare          |
| 2017                        | Belgrad                     | Marcin Lewandowski   | Kalle Berglund        | Filip Sasínek         |
| 2019                        | Glasgow                     | Marcin Lewandowski   | Jakob Ingebrigtsen    | Jesús Gómez           |
| 2021                        | Toruń                       | Jakob Ingebrigtsen   | Marcin Lewandowski    | Jesús Gómez           |
| 2023                        | Istanbul                    | Jakob Ingebrigtsen   | Neil Gourley          | Azeddine Habz         |
| 2025                        | Apeldoorn                   | Jakob Ingebrigtsen   | Azeddine Habz         | Isaac Nader           |

### 3000 m
| Halleneuropameisterschaften | Halleneuropameisterschaften | Gold               | Silber                | Bronze                   |
| --------------------------- | --------------------------- | ------------------ | --------------------- | ------------------------ |
| 1970                        | Wien                        | Ricky Wilde        | Harald Norpoth        | Javier Álvarez           |
| 1971                        | Sofia                       | Peter Stewart      | Wolodymyr Pantelej    | Juri Alexaschin          |
| 1972                        | Grenoble                    | Juris Grustiņš     | Juri Alexaschin       | Ulrich Brugger           |
| 1973                        | Rotterdam                   | Emiel Puttemans    | Willy Polleunis       | Pekka Päivärinta         |
| 1974                        | Göteborg                    | Emiel Puttemans    | Paul Thys             | Pavel Pěnkava            |
| 1975                        | Katowice                    | Ian Stewart        | Pekka Päivärinta      | Boris Kusnezow           |
| 1976                        | München                     | Ingo Sensburg      | Józef Ziubrak         | Ray Smedley              |
| 1977                        | San Sebastián               | Karl Fleschen      | Pekka Päivärinta      | Markus Ryffel            |
| 1978                        | Mailand                     | Markus Ryffel      | Emiel Puttemans       | Jörg Peter               |
| 1979                        | Wien                        | Markus Ryffel      | Christoph Herle       | Aljaksandr Fjadotkin     |
| 1980                        | Sindelfingen                | Karl Fleschen      | Klaas Lok             | Hans-Jürgen Orthmann     |
| 1981                        | Grenoble                    | Alex Gonzalez      | Ewgeni Ignatow        | Waleri Abramow           |
| 1982                        | Mailand                     | Patriz Ilg         | Alberto Cova          | Waleri Abramow           |
| 1983                        | Budapest                    | Dragan Zdravković  | Waleri Abramow        | Uwe Mönkemeyer           |
| 1984                        | Göteborg                    | Lubomír Tesáček    | Markus Ryffel         | Karl Fleschen            |
| 1985                        | Piräus                      | Bob Verbeeck       | Thomas Wessinghage    | Witalij Tyschtschenko    |
| 1986                        | Madrid                      | Dietmar Millonig   | Stefano Mei           | João Campos              |
| 1987                        | Liévin                      | José Luis González | Dieter Baumann        | Pascal Thiébaut          |
| 1988                        | Budapest                    | José Luis González | Markus Hacksteiner    | Michail Dasko            |
| 1989                        | Den Haag                    | Dieter Baumann     | Abel Antón            | Jacky Carlier            |
| 1990                        | Glasgow                     | Éric Dubus         | Jacky Carlier         | Branko Zorko             |
| 1992                        | Genua                       | Gennaro Di Napoli  | John Mayock           | José Luis González       |
| 1994                        | Paris                       | Kim Bauermeister   | Ovidiu Olteanu        | Rod Finch                |
| 1996                        | Stockholm                   | Anacleto Jiménez   | Christophe Impens     | Panagiotis Papoulias     |
| 1998                        | Valencia                    | John Mayock        | Manuel Pancorbo       | Alberto García           |
| 2000                        | Gent                        | Mark Carroll       | Rui Silva             | John Mayock              |
| 2002                        | Wien                        | Alberto García     | Antonio David Jiménez | Jesús España John Mayock |
| 2005                        | Madrid                      | Alistair Ian Cragg | John Mayock           | Reyes Estévez            |
| 2007                        | Birmingham                  | Cosimo Caliandro   | Bouabdellah Tahri     | Jesús España             |
| 2009                        | Turin                       | Mo Farah           | Bouabdellah Tahri     | Jesús España             |
| 2011                        | Paris                       | Mo Farah           | Hayle İbrahimov       | Halil Akkaş              |
| 2013                        | Göteborg                    | Hayle İbrahimov    | Juan Carlos Higuero   | Ciarán Ó Lionáird        |
| 2015                        | Prag                        | Ali Kaya           | Lee Emanuel           | Henrik Ingebrigtsen      |
| 2017                        | Belgrad                     | Adel Mechaal       | Henrik Ingebrigtsen   | Richard Ringer           |
| 2019                        | Glasgow                     | Jakob Ingebrigtsen | Chris O’Hare          | Henrik Ingebrigtsen      |
| 2021                        | Toruń                       | Jakob Ingebrigtsen | Isaac Kimeli          | Adel Mechaal             |
| 2023                        | Istanbul                    | Jakob Ingebrigtsen | Adel Mechaal          | Elzan Bibić              |
| 2025                        | Apeldoorn                   | Jakob Ingebrigtsen | George Mills          | Azeddine Habz            |

### 60 m Hürden
| Halleneuropameisterschaften | Halleneuropameisterschaften | Gold                    | Silber                  | Bronze                  |
| --------------------------- | --------------------------- | ----------------------- | ----------------------- | ----------------------- |
| 1970                        | Wien                        | Günther Nickel          | Frank Siebeck           | Guy Drut                |
| 1971                        | Sofia                       | Eckart Berkes           | Alexander Demus         | Sergio Liani            |
| 1973                        | Rotterdam                   | Frank Siebeck           | Adam Galant             | Thomas Munkelt          |
| 1974                        | Göteborg                    | Anatoli Moschiaschwili  | Mirosław Wodzyński      | Frank Siebeck           |
| 1975                        | Katowice                    | Leszek Wodzyński        | Frank Siebeck           | Eduard Perewersew       |
| 1976                        | München                     | Wiktor Mjasnikow        | Berwyn Price            | Zbigniew Jankowski      |
| 1977                        | San Sebastián               | Thomas Munkelt          | Wiktor Mjasnikow        | Arto Bryggare           |
| 1978                        | Mailand                     | Thomas Munkelt          | Wjatscheslaw Kulebjakin | Giuseppe Buttari        |
| 1979                        | Wien                        | Thomas Munkelt          | Arto Bryggare           | Eduard Perewersew       |
| 1980                        | Sindelfingen                | Juri Tscherwanjow       | Romuald Giegiel         | Javier Moracho          |
| 1982                        | Mailand                     | Alexander Putschkow     | Plamen Krastew          | Karl-Werner Dönges      |
| 1983                        | Budapest                    | Thomas Munkelt          | Arto Bryggare           | Andreas Oschkenat       |
| 1984                        | Göteborg                    | Romuald Giegiel         | György Bakos            | Jiří Hudec              |
| 1985                        | Piräus                      | György Bakos            | Jiří Hudec              | Wjatscheslaw Ustinow    |
| 1986                        | Madrid                      | Javier Moracho          | Daniele Fontecchio      | Holger Pohland          |
| 1987                        | Liévin                      | Arto Bryggare           | Colin Jackson           | Nigel Walker            |
| 1988                        | Budapest                    | Aleš Höffer             | Jonathan Ridgeon        | Carlos Sala             |
| 1989                        | Den Haag                    | Colin Jackson           | Holger Pohland          | Philippe Tourret        |
| 1990                        | Glasgow                     | Igors Kazanovs          | Tony Jarrett            | Florian Schwarthoff     |
| 1992                        | Genua                       | Igors Kazanovs          | Tomasz Nagórka          | Jiří Hudec              |
| 1994                        | Paris                       | Colin Jackson           | George Boroi            | Mike Fenner             |
| 1996                        | Stockholm                   | Igors Kazanovs          | Guntis Peders           | Jonathan N’Senga        |
| 1998                        | Valencia                    | Igors Kazanovs          | Tomasz Ścigaczewski     | Mike Fenner             |
| 2000                        | Gent                        | Staņislavs Olijars      | Tony Jarrett            | Tomasz Ścigaczewski     |
| 2002                        | Wien                        | Colin Jackson           | Elmar Lichtenegger      | Staņislavs Olijars      |
| 2005                        | Madrid                      | Ladji Doucouré          | Felipe Vivancos         | Robert Kronberg         |
| 2007                        | Birmingham                  | Gregory Sedoc           | Marcel van der Westen   | Jackson Quiñónez        |
| 2009                        | Turin                       | Ladji Doucouré          | Gregory Sedoc           | Petr Svoboda            |
| 2011                        | Paris                       | Petr Svoboda            | Garfield Darien         | Adrien Deghelt          |
| 2013                        | Göteborg                    | Sergei Schubenkow       | Paolo Dal Molin         | Pascal Martinot-Lagarde |
| 2015                        | Prag                        | Pascal Martinot-Lagarde | Dimitri Bascou          | Wilhem Belocian         |
| 2017                        | Belgrad                     | Andrew Pozzi            | Pascal Martinot-Lagarde | Petr Svoboda            |
| 2019                        | Glasgow                     | Milan Traikovits        | Pascal Martinot-Lagarde | Aurel Manga             |
| 2021                        | Toruń                       | Wilhem Belocian         | Andrew Pozzi            | Paolo Dal Molin         |
| 2023                        | Istanbul                    | Jason Joseph            | Jakub Szymański         | Just Kwaou-Mathey       |
| 2025                        | Apeldoorn                   | Jakub Szymański         | Wilhem Belocian         | Just Kwaou-Mathey       |

### 4 × 400 m Staffel
| Halleneuropameisterschaften | Halleneuropameisterschaften | Gold                                                                              | Silber                                                                                | Bronze                                                                                  |
| --------------------------- | --------------------------- | --------------------------------------------------------------------------------- | ------------------------------------------------------------------------------------- | --------------------------------------------------------------------------------------- |
| 1970                        | Wien                        | Sowjetunion Jewgeni Borissenko Juri Sorin Boris Sawtschuk Alexander Brattschikow  | Polen Jan Werner Stanisław Grędziński Jan Balachowski Andrzej Badeński                | BR Deutschland Hans-Dieter Hübner Karl-Hermann Tofaute Ulrich Strohhäcker Helmar Müller |
| 1971                        | Sofia                       | Polen Waldemar Korycki Jan Balachowski Jan Werner Andrzej Badeński                | Sowjetunion Alexander Brattschikow Semjon Kotscher Boris Sawtschuk Jewgeni Borissenko | Bulgarien Krestju Christow Alexandar Janew Alexandar Popow Jordan Todorow               |
| 2000                        | Gent                        | Tschechien Jiří Mužík Jan Poděbradský Štěpán Tesařík Karel Bláha                  | Deutschland Ingo Schultz Ruwen Faller Marco Krause Lars Figura                        | Ungarn Péter Nyilasi Attila Kilvinger Zétény Dombi Tibor Bédi                           |
| 2002                        | Wien                        | Polen Marek Plawgo Piotr Rysiukiewicz Artur Gąsiewski Robert Maćkowiak            | Frankreich Marc Foucan Laurent Claudel Loïc Lerouge Stéphane Diagana                  | Spanien Carlos Meléndez David Canal Salvador Rodríguez Alberto Martínez                 |
| 2005                        | Madrid                      | Frankreich Richard Maunier Rémi Wallard Brice Panel Marc Raquil                   | Vereinigtes Königreich Dale Garland Daniel Cossins Richard Davenport Gareth Warburton | Russland Andrei Polukejew Alexander Ussow Dmitri Forschew Alexander Borschtschenko      |
| 2007                        | Birmingham                  | Vereinigtes Königreich Robert Tobin Dale Garland Philip Taylor Steven Green       | Russland Iwan Busolin Wladislaw Frolow Maxim Dyldin Artjom Sergejenkow                | Polen Piotr Kędzia Marcin Marciniszyn Łukasz Pryga Piotr Klimczak                       |
| 2009                        | Turin                       | Italien Jacopo Marin Matteo Galvan Domenico Rao Claudio Licciardello              | Vereinigtes Königreich Richard Buck Nick Leavey Nigel Levine Philip Taylor            | Polen Jan Ciepiela Marcin Marciniszyn Jarosław Wasiak Piotr Klimczak                    |
| 2011                        | Paris                       | Frankreich Marc Macédot Leslie Djhone Mamoudou Hanne Yoann Décimus                | Vereinigtes Königreich Nigel Levine Nick Leavey Richard Strachan Richard Buck         | Belgien Jonathan Borlée Antoine Gillet Nils Duerinck Kévin Borlée                       |
| 2013                        | Göteborg                    | Vereinigtes Königreich Michael Bingham Richard Buck Nigel Levine Richard Strachan | Russland Pawel Trenichin Juri Trambowezki Konstantin Swetschkar Wladimir Krasnow      | Tschechien Daniel Němeček Josef Prorok Petr Lichý Pavel Maslák                          |
| 2015                        | Prag                        | Belgien Julien Watrin Dylan Borlée Jonathan Borlée Kevin Borlée                   | Polen Karol Zalewski Rafał Omelko Łukasz Krawczuk Jakub Krzewina                      | Tschechien Daniel Němeček Patrik Šorm Jan Tesař Pavel Maslák                            |
| 2017                        | Belgrad                     | Polen Kacper Kozłowski Łukasz Krawczuk Przemysław Waściński Rafał Omelko          | Belgien Robin Vanderbemden Julien Watrin Kévin Borlée Laviai Nielsen                  | Tschechien Patrik Šorm Jan Tesař Jan Kubista Pavel Maslák                               |
| 2019                        | Glasgow                     | Belgien Julien Watrin Dylan Borlée Jonathan Borlée Kévin Borlée                   | Spanien Óscar Husillos Manuel Guijarro Lucas Búa Bernat Erta                          | Frankreich Mame-Ibra Anne Thomas Jordier Nicolas Courbière Fabrisio Saïdy               |
| 2021                        | Toruń                       | Niederlande Jochem Dobber Liemarvin Bonevacia Ramsey Angela Tony van Diepen       | Tschechien Vít Müller Pavel Maslák Michal Desenský Patrik Šorm                        | Vereinigtes Königreich Joe Brier Owen Smith James Williams Lee Thompson                 |
| 2023                        | Istanbul                    | Belgien Dylan Borlée Alexander Doom Kévin Borlée Julien Watrin                    | Frankreich Gilles Biron Téo Andant Victor Coroller Muhammad Kounta                    | Niederlande Isayah Boers Isaya Klein Ikkink Ramsey Angela Liemarvin Bonevacia           |
| 2025                        | Apeldoorn                   | Niederlande Eugene Omalla Nick Smidt Isaya Klein Ikkink Tony van Diepen           | Spanien Markel Fernández Manuel Guijarro Óscar Husillos Bernat Erta                   | Belgien Julien Watrin Christian Iguacel Florent Mabille Jonathan Sacoor                 |

### Hochsprung
| Halleneuropameisterschaften | Halleneuropameisterschaften | Gold                   | Silber                           | Bronze                       |
| --------------------------- | --------------------------- | ---------------------- | -------------------------------- | ---------------------------- |
| 1970                        | Wien                        | Walentin Gawrilow      | Gerd Dührkop                     | Șerban Ioan                  |
| 1971                        | Sofia                       | István Major           | Jüri Tarmak                      | Endre Kelemen                |
| 1972                        | Grenoble                    | István Major           | Kęstutis Šapka                   | Jüri Tarmak                  |
| 1973                        | Rotterdam                   | István Major           | Jiří Palkovský                   | Vasilios Papadimitriou       |
| 1974                        | Göteborg                    | Kęstutis Šapka         | István Major                     | Vladimír Malý                |
| 1975                        | Katowice                    | Vladimír Malý          | Endre Kelemen                    | Rune Almén                   |
| 1976                        | München                     | Serhij Senjukow        | Jacques Aletti                   | Walter Boller                |
| 1977                        | San Sebastián               | Jacek Wszoła           | Rolf Beilschmidt                 | Ruud Wielart                 |
| 1978                        | Mailand                     | Wladimir Jaschtschenko | Rolf Beilschmidt                 | Wolfgang Killing             |
| 1979                        | Wien                        | Wladimir Jaschtschenko | Gennadi Belkow                   | Andre Schneider-Laub         |
| 1980                        | Sindelfingen                | Dietmar Mögenburg      | Jacek Wszoła                     | Adrian Proteasa              |
| 1981                        | Grenoble                    | Roland Dalhäuser       | Carlo Thränhardt                 | Dietmar Mögenburg            |
| 1982                        | Mailand                     | Dietmar Mögenburg      | Janusz Trzepizur                 | Roland Dalhäuser             |
| 1983                        | Budapest                    | Carlo Thränhardt       | Gerd Nagel                       | Mirosław Włodarczyk          |
| 1984                        | Göteborg                    | Dietmar Mögenburg      | Carlo Thränhardt                 | Roland Dalhäuser             |
| 1985                        | Piräus                      | Patrik Sjöberg         | Oleksandr Kotowytsch             | Dariusz Biczysko             |
| 1986                        | Madrid                      | Dietmar Mögenburg      | Carlo Thränhardt                 | Geoff Parsons Eddy Annys     |
| 1987                        | Liévin                      | Patrik Sjöberg         | Carlo Thränhardt                 | Hennadij Awdjejenko          |
| 1988                        | Budapest                    | Patrik Sjöberg         | Dietmar Mögenburg                | Sorin Matei                  |
| 1989                        | Den Haag                    | Dietmar Mögenburg      | Dalton Grant                     | Alexei Jemelin               |
| 1990                        | Glasgow                     | Artur Partyka          | Arturo Ortiz                     | Dietmar Mögenburg Gerd Nagel |
| 1992                        | Genua                       | Patrik Sjöberg         | Sorin Matei                      | Dragutin Topić Ralf Sonn     |
| 1994                        | Paris                       | Dalton Grant           | Jean-Charles Gicquel             | Wolf-Hendrik Beyer           |
| 1996                        | Stockholm                   | Dragutin Topić         | Leonid Pumalainen                | Steinar Hoen                 |
| 1998                        | Valencia                    | Artur Partyka          | Wjatscheslaw Woronin             | Tomáš Janků                  |
| 2000                        | Gent                        | Wjatscheslaw Woronin   | Martin Buß                       | Dragutin Topić               |
| 2002                        | Wien                        | Staffan Strand         | Stefan Holm                      | Jaroslaw Rybakow             |
| 2005                        | Madrid                      | Stefan Holm            | Jaroslaw Rybakow                 | Pawel Fomenko                |
| 2007                        | Birmingham                  | Stefan Holm            | Linus Thörnblad                  | Martyn Bernard               |
| 2009                        | Turin                       | Iwan Uchow             | Kyriakos Ioannou Alexei Dmitrik  |                              |
| 2011                        | Paris                       | Iwan Uchow             | Jaroslav Bába                    | Alexander Schustow           |
| 2013                        | Göteborg                    | Sergei Mudrow          | Alexei Dmitrik                   | Jaroslav Bába                |
| 2015                        | Prag                        | Daniil Zyplakow        | Silvano Chesani Adonios Mastoras |                              |
| 2017                        | Belgrad                     | Sylwester Bednarek     | Robert Grabarz                   | Pawel Seliwjorstau           |
| 2019                        | Glasgow                     | Gianmarco Tamberi      | Konstandinos Baniotis            | Andrij Prozenko              |
| 2021                        | Toruń                       | Maksim Nedassekau      | Gianmarco Tamberi                | Thomas Carmoy                |
| 2023                        | Istanbul                    | Douwe Amels            | Andrij Prozenko                  | Thomas Carmoy                |
| 2025                        | Apeldoorn                   | Oleh Doroschtschuk     | Jan Štefela                      | Matteo Sioli                 |

### Stabhochsprung
| Halleneuropameisterschaften | Halleneuropameisterschaften | Gold                          | Silber                        | Bronze                             |
| --------------------------- | --------------------------- | ----------------------------- | ----------------------------- | ---------------------------------- |
| 1970                        | Wien                        | François Tracanelli           | Kjell Isaksson                | Wolfgang Nordwig                   |
| 1971                        | Sofia                       | Wolfgang Nordwig              | Kjell Isaksson                | Juri Issakow                       |
| 1972                        | Grenoble                    | Wolfgang Nordwig              | Hans Lagerqvist               | Antti Kalliomäki                   |
| 1973                        | Rotterdam                   | Renato Dionisi                | Hans-Jürgen Ziegler           | Jean-Michel Bellot                 |
| 1974                        | Göteborg                    | Tadeusz Ślusarski             | Antti Kalliomäki              | Jānis Lauris                       |
| 1975                        | Katowice                    | Antti Kalliomäki              | Wojciech Buciarski            | Władysław Kozakiewicz              |
| 1976                        | München                     | Jurij Prochorenko             | Antti Kalliomäki              | Renato Dionisi                     |
| 1977                        | San Sebastián               | Władysław Kozakiewicz         | Antti Kalliomäki              | Mariusz Klimczyk                   |
| 1978                        | Mailand                     | Tadeusz Ślusarski             | Wladimir Trofimenko           | Wladimir Sergijenko                |
| 1979                        | Wien                        | Władysław Kozakiewicz         | Konstantin Wolkow             | Wladimir Trofimenko                |
| 1980                        | Sindelfingen                | Konstantin Wolkow             | Wladimir Poljakow             | Patrick Abada                      |
| 1981                        | Grenoble                    | Thierry Vigneron              | Alexander Krupski             | Jean-Michel Bellot                 |
| 1982                        | Mailand                     | Wiktor Spassow                | Konstantin Wolkow             | Władysław Kozakiewicz              |
| 1983                        | Budapest                    | Wladimir Poljakow             | Aleksandrs Obižajevs          | Patrick Abada                      |
| 1984                        | Göteborg                    | Thierry Vigneron              | Pierre Quinon                 | Alexander Krupski                  |
| 1985                        | Piräus                      | Serhij Bubka                  | Alexander Krupski             | Atanas Tarew                       |
| 1986                        | Madrid                      | Atanas Tarew                  | Marian Kolasa                 | Philippe Collet                    |
| 1987                        | Liévin                      | Thierry Vigneron              | Ferenc Salbert                | Marian Kolasa                      |
| 1988                        | Budapest                    | Rodion Gataullin              | Nikolaj Nikolow               | Atanas Tarew                       |
| 1989                        | Den Haag                    | Grigori Jegorow               | Igor Potapowitsch             | Mirosław Chmara                    |
| 1990                        | Glasgow                     | Rodion Gataullin              | Grigori Jegorow               | Hermann Fehringer Thierry Vigneron |
| 1992                        | Genua                       | Pjotr Botschkarjow            | István Bagyula                | Kanstanzin Sjamjonau               |
| 1994                        | Paris                       | Pjotr Botschkarjow            | Jean Galfione                 | Igor Trandenkow                    |
| 1996                        | Stockholm                   | Dsmitry Markau                | Wiktor Tschistjakow           | Pjotr Botschkarjow                 |
| 1998                        | Valencia                    | Tim Lobinger                  | Michael Stolle                | Daniel Ecker                       |
| 2000                        | Gent                        | Alexander Awerbuch            | Martin Eriksson               | Rens Blom                          |
| 2002                        | Wien                        | Tim Lobinger                  | Patrik Kristiansson           | Lars Börgeling                     |
| 2005                        | Madrid                      | Igor Pawlow                   | Denys Jurtschenko             | Tim Lobinger                       |
| 2007                        | Birmingham                  | Danny Ecker                   | Denys Jurtschenko             | Björn Otto                         |
| 2009                        | Turin                       | Renaud Lavillenie             | Pawel Gerassimow              | Alexander Straub                   |
| 2011                        | Paris                       | Renaud Lavillenie             | Jérôme Clavier                | Malte Mohr                         |
| 2013                        | Göteborg                    | Renaud Lavillenie             | Björn Otto                    | Malte Mohr                         |
| 2015                        | Prag                        | Renaud Lavillenie             | Alexander Gripitsch           | Piotr Lisek                        |
| 2017                        | Belgrad                     | Piotr Lisek                   | Konstandinos Filippidis       | Paweł Wojciechowski                |
| 2019                        | Glasgow                     | Paweł Wojciechowski           | Piotr Lisek                   | Melker Svärd Jacobsson             |
| 2021                        | Toruń                       | Armand Duplantis              | Valentin Lavillenie           | Piotr Lisek                        |
| 2023                        | Istanbul                    | Sondre Guttormsen             | Emmanouil Karalis Piotr Lisek |                                    |
| 2025                        | Apeldoorn                   | Emmanouil Karalis Menno Vloon |                               | Sondre Guttormsen                  |

### Weitsprung
| Halleneuropameisterschaften | Halleneuropameisterschaften | Gold                   | Silber                  | Bronze               |
| --------------------------- | --------------------------- | ---------------------- | ----------------------- | -------------------- |
| 1970                        | Wien                        | Tõnu Lepik             | Klaus Beer              | Rafael Blanquer      |
| 1971                        | Sofia                       | Hans Baumgartner       | Igor Ter-Owanessjan     | Vasile Sărucan       |
| 1972                        | Grenoble                    | Max Klauß              | Hans Baumgartner        | Jaroslav Brož        |
| 1973                        | Rotterdam                   | Hans Baumgartner       | Max Klauß               | Grzegorz Cybulski    |
| 1974                        | Göteborg                    | Jean-François Bonhème  | Hans Baumgartner        | Max Klauß            |
| 1975                        | Katowice                    | Jacques Rousseau       | Hans-Jürgen Berger      | Zbigniew Beta        |
| 1976                        | München                     | Jacques Rousseau       | Walerij Pidluschnyj     | Joachim Busse        |
| 1977                        | San Sebastián               | Hans Baumgartner       | Lutz Franke             | László Szalma        |
| 1978                        | Mailand                     | László Szalma          | Ronald Desruelles       | Wladimir Zepeljow    |
| 1979                        | Wien                        | Wladimir Zepeljow      | Walerij Pidluschnyj     | Lutz Franke          |
| 1980                        | Sindelfingen                | Winfried Klepsch       | Nenad Stekić            | Stanisław Jaskułka   |
| 1981                        | Grenoble                    | Rolf Bernhard          | Antonio Corgos          | Schamil Abbjassow    |
| 1982                        | Mailand                     | Henry Lauterbach       | Rolf Bernhard           | Giovanni Evangelisti |
| 1983                        | Budapest                    | László Szalma          | Gyula Pálóczi           | Jens Knipphals       |
| 1984                        | Göteborg                    | Jan Leitner            | Mathias Koch            | Robert Emmijan       |
| 1985                        | Piräus                      | Gyula Pálóczi          | László Szalma           | Serhij Lajewskyj     |
| 1986                        | Madrid                      | Robert Emmijan         | László Szalma           | Jan Leitner          |
| 1987                        | Liévin                      | Robert Emmijan         | Giovanni Evangelisti    | Christian Thomas     |
| 1988                        | Budapest                    | Frans Maas             | László Szalma           | Giovanni Evangelisti |
| 1989                        | Den Haag                    | Emiel Mellaard         | Antonio Corgos          | Frans Maas           |
| 1990                        | Glasgow                     | Dietmar Haaf           | Emiel Mellaard          | Robert Emmijan       |
| 1992                        | Genua                       | Dmitri Bagrjanow       | Konstantin Krause       | Jarmo Kärnä          |
| 1994                        | Paris                       | Dietmar Haaf           | Konstandinos Koukodimos | Bogdan Tudor         |
| 1996                        | Stockholm                   | Mattias Sunneborn      | Bogdan Țăruș            | Spyridon Vasdekis    |
| 1998                        | Valencia                    | Oleksij Lukaschewytsch | Carlos Calado           | Emmanuel Bangué      |
| 2000                        | Gent                        | Petar Datschew         | Bogdan Țăruș            | Witali Schkurlatow   |
| 2002                        | Wien                        | Raúl Fernández         | Yago Lamela             | Petar Datschew       |
| 2005                        | Madrid                      | Joan Lino Martínez     | Bogdan Țăruș            | Wolodymyr Sjuskow    |
| 2007                        | Birmingham                  | Andrew Howe            | Louis Tsatoumas         | Salim Sdiri          |
| 2009                        | Turin                       | Sebastian Bayer        | Nils Winter             | Marcin Starzak       |
| 2011                        | Paris                       | Sebastian Bayer        | Kafétien Gomis          | Morten Jensen        |
| 2013                        | Göteborg                    | Alexander Menkow       | Michel Tornéus          | Christian Reif       |
| 2015                        | Prag                        | Michel Tornéus         | Radek Juška             | Andreas Otterling    |
| 2017                        | Belgrad                     | Izmir Smajlaj          | Michel Tornéus          | Serhij Nykyforow     |
| 2019                        | Glasgow                     | Miltiadis Tendoglou    | Thobias Montler         | Strahinja Jovančević |
| 2021                        | Toruń                       | Miltiadis Tendoglou    | Thobias Montler         | Kristian Pulli       |
| 2023                        | Istanbul                    | Miltiadis Tendoglou    | Thobias Montler         | Gabriel Bitan        |
| 2025                        | Apeldoorn                   | Boschidar Sarabojukow  | Mattia Furlani          | Lester Lescay        |

### Dreisprung
| Halleneuropameisterschaften | Halleneuropameisterschaften | Gold                 | Silber                 | Bronze                 |
| --------------------------- | --------------------------- | -------------------- | ---------------------- | ---------------------- |
| 1970                        | Wien                        | Wiktor Sanejew       | Jörg Drehmel           | Șerban Ciochină        |
| 1971                        | Sofia                       | Wiktor Sanejew       | Carol Corbu            | Hennadij Sawlewytsch   |
| 1972                        | Grenoble                    | Wiktor Sanejew       | Carol Corbu            | Walentyn Schewtschenko |
| 1973                        | Rotterdam                   | Carol Corbu          | Michał Joachimowski    | Michail Bariban        |
| 1974                        | Göteborg                    | Michał Joachimowski  | Michail Bariban        | Bernard Lamitié        |
| 1975                        | Katowice                    | Wiktor Sanejew       | Michał Joachimowski    | Gennadi Bessonow       |
| 1976                        | München                     | Wiktor Sanejew       | Carol Corbu            | Bernard Lamitié        |
| 1977                        | San Sebastián               | Wiktor Sanejew       | Jaak Uudmäe            | Bernard Lamitié        |
| 1978                        | Mailand                     | Anatoli Piskulin     | Keith Connor           | Oleksandr Jakowljew    |
| 1979                        | Wien                        | Henads Waljukewitsch | Anatoli Piskulin       | Jaak Uudmäe            |
| 1980                        | Sindelfingen                | Béla Bakosi          | Jaak Uudmäe            | Hennadij Kowtunow      |
| 1981                        | Grenoble                    | Schamil Abbjassow    | Klaus Kübler           | Aston Moore            |
| 1982                        | Mailand                     | Béla Bakosi          | Henads Waljukewitsch   | Mykola Mussijenko      |
| 1983                        | Budapest                    | Mykola Mussijenko    | Henads Waljukewitsch   | Béla Bakosi            |
| 1984                        | Göteborg                    | Hryhorij Jemez       | Vlastimil Mařinec      | Béla Bakosi            |
| 1985                        | Piräus                      | Christo Markow       | Ján Čado               | Volker Mai             |
| 1986                        | Madrid                      | Māris Bružiks        | Wladimir Plechanow     | Béla Bakosi            |
| 1987                        | Liévin                      | Serge Hélan          | Christo Markow         | Mykola Mussijenko      |
| 1988                        | Budapest                    | Oleg Sakirkin        | Béla Bakosi            | Vasif Əsədov           |
| 1989                        | Den Haag                    | Mykola Mussijenko    | Volker Mai             | Milan Mikuláš          |
| 1990                        | Glasgow                     | Ihar Lapschyn        | Oleg Sakirkin          | Tord Henriksson        |
| 1992                        | Genua                       | Leonid Woloschin     | Serge Hélan            | Wassili Sokow          |
| 1994                        | Paris                       | Leonid Woloschin     | Denis Kapustin         | Wassili Sokow          |
| 1996                        | Stockholm                   | Māris Bružiks        | Francis Agyepong       | Armen Martirosjan      |
| 1998                        | Valencia                    | Jonathan Edwards     | Charles Friedek        | Serge Hélan            |
| 2000                        | Gent                        | Charles Friedek      | Rostislaw Dimitrow     | Paolo Camossi          |
| 2002                        | Wien                        | Christian Olsson     | Marian Oprea           | Aljaksandr Hlawazki    |
| 2005                        | Madrid                      | Igor Spassowchodski  | Mykola Sawolajnen      | Alexander Petrenko     |
| 2007                        | Birmingham                  | Phillips Idowu       | Nathan Douglas         | Alexander Sergejew     |
| 2009                        | Turin                       | Fabrizio Donato      | Wiktor Jastrebow       | Igor Spassowchodski    |
| 2011                        | Paris                       | Teddy Tamgho         | Fabrizio Donato        | Marian Oprea           |
| 2013                        | Göteborg                    | Daniele Greco        | Ruslan Samitow         | Alexei Fjodorow        |
| 2015                        | Prag                        | Nelson Évora         | Pablo Torrijos         | Marian Oprea           |
| 2017                        | Belgrad                     | Nelson Évora         | Fabrizio Donato        | Max Heß                |
| 2019                        | Glasgow                     | Nazim Babayev        | Nelson Évora           | Max Heß                |
| 2021                        | Toruń                       | Pedro Pichardo       | Alexis Copello         | Max Heß                |
| 2023                        | Istanbul                    | Pedro Pichardo       | Nikolaos Andrikopoulos | Max Heß                |
| 2025                        | Apeldoorn                   | Andy Díaz            | Max Heß                | Andrea Dallavalle      |

### Kugelstoßen
| Halleneuropameisterschaften | Halleneuropameisterschaften | Gold               | Silber                   | Bronze                 |
| --------------------------- | --------------------------- | ------------------ | ------------------------ | ---------------------- |
| 1970                        | Wien                        | Hartmut Briesenick | Heinz-Joachim Rothenburg | Pierre Colnard         |
| 1971                        | Sofia                       | Hartmut Briesenick | Waleri Woikin            | Ricky Bruch            |
| 1972                        | Grenoble                    | Hartmut Briesenick | Władysław Komar          | Jaroslav Brabec        |
| 1973                        | Rotterdam                   | Jaroslav Brabec    | Gerd Lochmann            | Jaromír Vlk            |
| 1974                        | Göteborg                    | Geoff Capes        | Heinz-Joachim Rothenburg | Jaroslav Brabec        |
| 1975                        | Katowice                    | Waltscho Stoew     | Geoff Capes              | Waleri Woikin          |
| 1976                        | München                     | Geoff Capes        | Gerd Lochmann            | Alexander Baryschnikow |
| 1977                        | San Sebastián               | Hreinn Halldórsson | Geoff Capes              | Władysław Komar        |
| 1978                        | Mailand                     | Reijo Ståhlberg    | Władysław Komar          | Geoff Capes            |
| 1979                        | Wien                        | Reijo Ståhlberg    | Geoff Capes              | Wolodymyr Kysseljow    |
| 1980                        | Sindelfingen                | Zlatan Saračević   | Jaromír Vlk              | Ivan Ivančić           |
| 1981                        | Grenoble                    | Reijo Ståhlberg    | Luc Viudès               | Zlatan Saračević       |
| 1982                        | Mailand                     | Vladimir Milić     | Remigius Machura         | Jovan Lazarević        |
| 1983                        | Budapest                    | Jānis Bojārs       | Alexander Baryschnikow   | Ivan Ivančić           |
| 1984                        | Göteborg                    | Jānis Bojārs       | Werner Günthör           | Alessandro Andrei      |
| 1985                        | Piräus                      | Remigius Machura   | Ulf Timmermann           | Werner Günthör         |
| 1986                        | Madrid                      | Werner Günthör     | Sergei Smirnow           | Marco Montelatici      |
| 1987                        | Liévin                      | Ulf Timmermann     | Werner Günthör           | Sergei Smirnow         |
| 1988                        | Budapest                    | Remigius Machura   | Karsten Stolz            | Georgi Todorow         |
| 1989                        | Den Haag                    | Ulf Timmermann     | Karsten Stolz            | Georg Andersen         |
| 1990                        | Glasgow                     | Klaus Bodenmüller  | Ulf Timmermann           | Oliver-Sven Buder      |
| 1992                        | Genua                       | Oleksandr Bahatsch | Oleksandr Klymenko       | Klaus Bodenmüller      |
| 1994                        | Paris                       | Oleksandr Bahatsch | Dragan Perić             | Pétur Guðmundsson      |
| 1996                        | Stockholm                   | Paolo Dal Soglio   | Dirk Urban               | Oliver-Sven Buder      |
| 1998                        | Valencia                    | Oliver-Sven Buder  | Mika Halvari             | Arsi Harju             |
| 2000                        | Gent                        | Timo Aaltonen      | Manuel Martínez          | Miroslav Menc          |
| 2002                        | Wien                        | Manuel Martínez    | Joachim Olsen            | Pawel Tschumatschenko  |
| 2005                        | Madrid                      | Joachim Olsen      | Rutger Smith             | Manuel Martínez        |
| 2007                        | Birmingham                  | Mikuláš Konopka    | Pawel Lyschyn            | Joachim Olsen          |
| 2009                        | Turin                       | Tomasz Majewski    | Yves Niaré               | Ralf Bartels           |
| 2011                        | Paris                       | Ralf Bartels       | David Storl              | Maxim Sidorow          |
| 2013                        | Göteborg                    | Asmir Kolašinac    | Hamza Alić               | Ladislav Prášil        |
| 2015                        | Prag                        | David Storl        | Asmir Kolašinac          | Ladislav Prášil        |
| 2017                        | Belgrad                     | Konrad Bukowiecki  | Tomáš Staněk             | David Storl            |
| 2019                        | Glasgow                     | Michał Haratyk     | David Storl              | Tomáš Staněk           |
| 2021                        | Toruń                       | Tomáš Staněk       | Michał Haratyk           | Filip Mihaljević       |
| 2023                        | Istanbul                    | Zane Weir          | Tomáš Staněk             | Roman Kokoschko        |
| 2025                        | Apeldoorn                   | Andrei Toader      | Wictor Petersson         | Tomáš Staněk           |

### Siebenkampf
| Halleneuropameisterschaften | Halleneuropameisterschaften | Gold                | Silber              | Bronze                  |
| --------------------------- | --------------------------- | ------------------- | ------------------- | ----------------------- |
| 1992                        | Genua                       | Christian Plaziat   | Robert Změlík       | Antonio Peñalver        |
| 1994                        | Paris                       | Christian Plaziat   | Henrik Dagård       | Alain Blondel           |
| 1996                        | Stockholm                   | Erki Nool           | Tomáš Dvořák        | Jón Arnar Magnússon     |
| 1998                        | Valencia                    | Sebastian Chmara    | Dezső Szabó         | Lew Lobodin             |
| 2000                        | Gent                        | Tomáš Dvořák        | Roman Šebrle        | Erki Nool               |
| 2002                        | Wien                        | Roman Šebrle        | Tomáš Dvořák        | Erki Nool               |
| 2005                        | Madrid                      | Roman Šebrle        | Alexander Pogorelow | Roland Schwarzl         |
| 2007                        | Birmingham                  | Roman Šebrle        | Alexander Pogorelow | Andrej Krautschanka     |
| 2009                        | Turin                       | Mikk Pahapill       | Oleksij Kasjanow    | Roman Šebrle            |
| 2011                        | Paris                       | Andrej Krautschanka | Nadir El Fassi      | Roman Šebrle            |
| 2013                        | Göteborg                    | Eelco Sintnicolaas  | Kevin Mayer         | Mihail Dudaš            |
| 2015                        | Prag                        | Ilja Schkurenjow    | Arthur Abele        | Eelco Sintnicolaas      |
| 2017                        | Belgrad                     | Kevin Mayer         | Jorge Ureña         | Adam Sebastian Helcelet |
| 2019                        | Glasgow                     | Jorge Ureña         | Tim Duckworth       | Ilja Schkurenjow        |
| 2021                        | Toruń                       | Kevin Mayer         | Jorge Ureña         | Paweł Wiesiołek         |
| 2023                        | Istanbul                    | Kevin Mayer         | Sander Skotheim     | Risto Lillemets         |
| 2025                        | Apeldoorn                   | Sander Skotheim     | Simon Ehammer       | Till Steinforth         |

## Nicht mehr ausgetragene Bewerbe

### 50 m
Dieser Bewerb wurde bei den Halleneuropameisterschaften 1972 und 1981 anstelle des 60-Meter-Bewerbs ausgetragen.
| Halleneuropameisterschaften | Halleneuropameisterschaften | Gold           | Silber              | Bronze                   |
| --------------------------- | --------------------------- | -------------- | ------------------- | ------------------------ |
| 1972                        | Grenoble                    | Walerij Borsow | Alexander Korneljuk | Vasilis Papageorgopoulos |
| 1981                        | Grenoble                    | Marian Woronin | Wladimir Murawjow   | Andrei Schljapnikow      |

### 200 m
Dieser Bewerb wurde bei den Halleneuropameisterschaften von 1982 bis 2005 ausgetragen und anschließend ersatzlos gestrichen.
| Halleneuropameisterschaften | Halleneuropameisterschaften | Gold                | Silber               | Bronze                   |
| --------------------------- | --------------------------- | ------------------- | -------------------- | ------------------------ |
| 1982                        | Mailand                     | Erwin Skamrahl      | István Nagy          | Michele Di Pace          |
| 1983                        | Budapest                    | Alexander Jewgenjew | Jacques Borlée       | István Nagy              |
| 1984                        | Göteborg                    | Alexander Jewgenjew | Ade Mafe             | Giovanni Bongiorni       |
| 1985                        | Piräus                      | Stefano Tilli       | Olaf Prenzler        | Alexander Jewgenjew      |
| 1986                        | Madrid                      | Linford Christie    | Alexander Jewgenjew  | Mykola Rashonow          |
| 1987                        | Liévin                      | Bruno Marie-Rose    | Wladimir Krylow      | John Regis               |
| 1988                        | Budapest                    | Mykola Rashonow     | Nikolaj Antonow      | Linford Christie         |
| 1989                        | Den Haag                    | Ade Mafe            | John Regis           | Bruno Marie-Rose         |
| 1990                        | Glasgow                     | Sandro Floris       | Nikolaj Antonow      | Bruno Marie-Rose         |
| 1992                        | Genua                       | Nikolaj Antonow     | Daniel Sangouma      | Alexander Sokolow        |
| 1994                        | Paris                       | Daniel Sangouma     | Wladyslaw Dolohodin  | Georgios Panagiotopoulos |
| 1996                        | Stockholm                   | Erik Wijmeersch     | Alexios Alexopoulos  | Torbjörn Eriksson        |
| 1998                        | Valencia                    | Serhij Ossowytsch   | Anninos Markoullidis | Allyn Condon             |
| 2000                        | Gent                        | Christian Malcolm   | Patrick Stevens      | Julian Golding           |
| 2002                        | Wien                        | Marcin Urbaś        | Christian Malcolm    | Robert Maćkowiak         |
| 2005                        | Madrid                      | Tobias Unger        | Chris Lambert        | Marcin Urbaś             |

### 50 m Hürden
Dieser Bewerb wurde bei den Halleneuropameisterschaften 1972 und 1981 anstelle des 60-Meter-Hürden-Bewerbs ausgetragen.
| Halleneuropameisterschaften | Halleneuropameisterschaften | Gold          | Silber           | Bronze                 |
| --------------------------- | --------------------------- | ------------- | ---------------- | ---------------------- |
| 1972                        | Grenoble                    | Guy Drut      | Manfred Schumann | Anatoli Moschiaschwili |
| 1981                        | Grenoble                    | Arto Bryggare | Javier Moracho   | Guy Drut               |

### 4 × 320 m Staffel
Dieser Bewerb wurde bei den Halleneuropameisterschaften 1975 ausgetragen und anschließend ersatzlos gestrichen.
| Halleneuropameisterschaften | Halleneuropameisterschaften | Gold                                                                     | Silber                                                                       | Bronze                                                                |
| --------------------------- | --------------------------- | ------------------------------------------------------------------------ | ---------------------------------------------------------------------------- | --------------------------------------------------------------------- |
| 1975                        | Katowice                    | BR Deutschland Klaus Ehl Franz-Peter Hofmeister Karl Honz Hermann Köhler | Polen Wiesław Puchalski Roman Siedlecki Jerzy Włodarczyk Wojciech Romanowski | Bulgarien Krassimir Gutew Narsis Popow Jordan Jordanow Janko Bratanow |

### 4 × 360 m Staffel
Dieser Bewerb wurde bei den Halleneuropameisterschaften 1972 und 1973 ausgetragen und anschließend ersatzlos gestrichen.
| Halleneuropameisterschaften | Halleneuropameisterschaften | Gold                                                                             | Silber                                                                    | Bronze                                                              |
| --------------------------- | --------------------------- | -------------------------------------------------------------------------------- | ------------------------------------------------------------------------- | ------------------------------------------------------------------- |
| 1972                        | Grenoble                    | Polen Jan Werner Waldemar Korycki Jan Balachowski Andrzej Badeński               | BR Deutschland Peter Bernreuther Rolf Krüsmann Georg Nückles Ulrich Reich | Frankreich Patrick Salvador André Paoli Michel Dach Gilles Bertould |
| 1973                        | Rotterdam                   | Frankreich Lucien Sainte-Rose Patrick Salvador Francis Kerbiriou Lionel Malingre | BR Deutschland Falko Geiger Karl Honz Ulrich Reich Hermann Köhler         |                                                                     |

### 4 × 392 m Staffel
Dieser Bewerb wurde bei den Halleneuropameisterschaften 1974 ausgetragen und anschließend durch die 4-mal-320-Meter-Staffel ersetzt.
| Halleneuropameisterschaften | Halleneuropameisterschaften | Gold                                                                  | Silber                                                                    | Bronze |
| --------------------------- | --------------------------- | --------------------------------------------------------------------- | ------------------------------------------------------------------------- | ------ |
| 1974                        | Göteborg                    | Schweden Michael Fredriksson Gert Möller Anders Faager Dimitrie Grama | Frankreich Pierre Bonvin Patrick Salvador Roger Velasquez Lionel Malingre |        |

### 2800 m Staffel (2 + 3 + 4 + 5 Runden)
Dieser Bewerb wurde bei den Halleneuropameisterschaften 1970 ausgetragen und anschließend ersatzlos gestrichen.
| Halleneuropameisterschaften | Halleneuropameisterschaften | Gold                                                                             | Silber                                                                   | Bronze                                                                   |
| --------------------------- | --------------------------- | -------------------------------------------------------------------------------- | ------------------------------------------------------------------------ | ------------------------------------------------------------------------ |
| 1970                        | Wien                        | Sowjetunion Alexander Konnikow Sergei Krjutschok Wladimir Kolesnikow Iwan Iwanow | Polen Edmund Borowski Stanisław Waśkiewicz Kazimierz Wardak Eryk Żelazny | BR Deutschland Horst Haßlinger Lothar Hirsch Manfred Henne Ingo Sensburg |

### 4 × 720 m Staffel
Dieser Bewerb wurde bei den Halleneuropameisterschaften 1972 und 1973 ausgetragen und anschließend ersatzlos gestrichen.
| Halleneuropameisterschaften | Halleneuropameisterschaften | Gold                                                                                    | Silber                                                                               | Bronze                                                                            |
| --------------------------- | --------------------------- | --------------------------------------------------------------------------------------- | ------------------------------------------------------------------------------------ | --------------------------------------------------------------------------------- |
| 1972                        | Grenoble                    | BR Deutschland Thomas Wessinghage Harald Norpoth Paul-Heinz Wellmann Franz-Josef Kemper | Sowjetunion Alexei Taranow Walentin Taratynow Iwan Iwanow Stanislaw Meschtscherskich | Polen Zenon Szordykowski Krzysztof Linkowski Stanisław Waśkiewicz Andrzej Kupczyk |
| 1973                        | Rotterdam                   | BR Deutschland Reinhold Soyka Josef Schmid Thomas Wessinghage Paul-Heinz Wellmann       | Tschechoslowakei Ivan Kováč Jozef Samborský Jozef Plachý Ján Šišovský                | Polen Krzysztof Linkowski Lesław Zając Czesław Jursza Henryk Sapko                |

### 4 × 800 m Staffel
Dieser Bewerb wurde bei den Halleneuropameisterschaften 1970 ausgetragen und anschließend durch die 4-mal-720-Meter-Staffel ersetzt.
| Halleneuropameisterschaften | Halleneuropameisterschaften | Gold                                                                                        | Silber                                                                         | Bronze                                                                          |
| --------------------------- | --------------------------- | ------------------------------------------------------------------------------------------- | ------------------------------------------------------------------------------ | ------------------------------------------------------------------------------- |
| 1971                        | Sofia                       | Sowjetunion Walentin Taratynow Stanislaw Meschtscherskich Alexei Taranow Wiktor Semjaschkin | Polen Krzysztof Linkowski Zenon Szordykowski Michał Skowronek Kazimierz Wardak | BR Deutschland Paul-Heinz Wellmann Godehard Brysch Dieter Friedrich Bernd Epler |

### 5000 m Bahngehen
Dieser Bewerb wurde bei den Halleneuropameisterschaften von 1987 bis 1994 ausgetragen und anschließend ersatzlos gestrichen.
| Halleneuropameisterschaften | Halleneuropameisterschaften | Gold                   | Silber                 | Bronze                 |
| --------------------------- | --------------------------- | ---------------------- | ---------------------- | ---------------------- |
| 1981                        | Grenoble                    | Hartwig Gauder         | Maurizio Damilano      | Gérard Lelièvre        |
| 1982                        | Grenoble                    | Maurizio Damilano      | Carlo Mattioli         | Martin Toporek         |
| 1983                        | Budapest                    | Anatolij Solomin       | Jewgeni Jewsjukow      | Erling Andersen        |
| 1987                        | Liévin                      | Jozef Pribilinec       | Ronald Weigel          | Roman Mrázek           |
| 1988                        | Budapest                    | Jozef Pribilinec       | Roman Mrázek           | Sándor Urbanik         |
| 1989                        | Den Haag                    | Michail Schtschennikow | Roman Mrázek           | Giovanni De Benedictis |
| 1990                        | Glasgow                     | Michail Schtschennikow | Giovanni De Benedictis | Axel Noack             |
| 1992                        | Genua                       | Giovanni De Benedictis | Franz Kaszjukewitsch   | Stefan Johansson       |
| 1994                        | Paris                       | Michail Schtschennikow | Ronald Weigel          | Denis Langlois         |